# Ginnastica artistica al XV Festival olimpico estivo della gioventù europea
Le competizioni di ginnastica artistica al XV Festival olimpico estivo della gioventù europea si sono svolte dal 23 al 27 luglio 2019 presso la National Gymnastics Arena di Baku, in Azerbaigian.

## Podi

### Ragazzi
| Evento                           | Oro                                                   | Argento                                               | Bronzo                                                     |
| Concorso a squadre (dettagli)    | Ucraina Nazar Čepurnyj Volodymyr Kostjuk Illja Kovtun | Russia Kirill Gaškov Muchammadžon Jakubov Ivan Kuljak | Italia Lorenzo Bonicelli Ivan Brunello Lorenzo Minh Casali |
| Concorso individuale (dettagli)  | Illja Kovtun                                          | Ivan Kuljak                                           | Muchammadžon Jakubov                                       |
| Corpo libero (dettagli)          | Nazar Čepurnyj                                        | Illja Kovtun                                          | Ivan Kuljak                                                |
| Cavallo con maniglie (dettagli)  | Nazar Čepurnyj                                        | Samad Mammadli                                        | Volodymyr Kostjuk                                          |
| Anelli (dettagli)                | Muchammadžon Jakubov                                  | Nazar Čepurnyj                                        | Ivan Kuljak                                                |
| Volteggio (dettagli)             | Raekwon Baptiste                                      | Robert Burtanete                                      | Gabriel Burtănete                                          |
| Parallele simmetriche (dettagli) | Illja Kovtun                                          | Volodymyr Kostjuk                                     | Krisztián Balázs                                           |
| Sbarra (dettagli)                | Illja Kovtun                                          | Lucas Desanges                                        | Ivan Brunello                                              |

### Ragazze
| Evento                            | Oro                                                  | Argento                                                   | Bronzo                                                  |
| Concorso a squadre (dettagli)     | Russia Irina Komnova Viktorija Listunova Jana Vorona | Romania Antonia Duta Silviana Sfiringu Ioana Stănciulescu | Gran Bretagna Ondine Achampong Halle Hilton Annie Young |
| Concorso individuale (dettagli)   | Viktorija Listunova                                  | Ondine Achampong                                          | Jana Vorona                                             |
| Volteggio (dettagli)              | Viktorija Listunova                                  | Anastasija Motak                                          | Silviana Sfiringu                                       |
| Parallele asimmetriche (dettagli) | Viktorija Listunova                                  | Irina Komnova                                             | Ioana Stănciulescu                                      |
| Trave (dettagli)                  | Ondine Achampong                                     | Silviana Sfiringu                                         | Clarisse Passeron                                       |
| Corpo libero (dettagli)           | Viktorija Listunova                                  | Ioana Stănciulescu                                        | Silviana Sfiringu                                       |

## Medagliere
| Posizione | Paese         | Oro | Argento | Bronzo | Totale |
| --------- | ------------- | --- | ------- | ------ | ------ |
| 1         | Ucraina       | 6   | 4       | 1      | 11     |
| 2         | Russia        | 6   | 3       | 4      | 13     |
| 3         | Gran Bretagna | 2   | 1       | 1      | 4      |
| 4         | Romania       | 0   | 4       | 4      | 8      |
| 5         | Francia       | 0   | 1       | 1      | 2      |
| 6         | Azerbaigian   | 0   | 1       | 0      | 1      |
| 7         | Italia        | 0   | 0       | 2      | 2      |
| 8         | Ungheria      | 0   | 0       | 1      | 1      |
| Totale    | Totale        | 14  | 14      | 14     | 42     |